# Banco Nacional de Eslovaquia

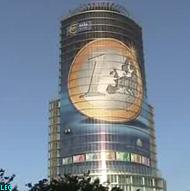
Esperando la entrada del euro (septiembre de 2008).

El Banco Nacional de Eslovaquia (en eslovaco: Národná banka Slovenska, NBS), es el banco central de la República Eslovaca, miembro del Eurosistema y del Sistema Europeo de Bancos Centrales.

## Historia
Es una institución independiente cuyo máximo objetivo es asegurar la estabilidad de precios. Fue creada el 1 de enero de 1993
Autorizada por el gobierno eslovaco, el banco representa a Eslovaquia en las instituciones internacionales de finanzas y transacciones de mercado monetario relativo a la interpretación de política monetaria. 
El cuerpo máximo de gobierno del Banco Nacional de Eslovaquia es el Consejo de Administración, el cual formula la política monetaria, aplica los instrumentos necesarios y reglas en las medidas monetarias. Está compuesto por el gobernador, dos vicegobernadores, los cuales son designados por el Presidente de Eslovaquia y otros ocho miembros, designados por el gobierno de Eslovaquia a propuesta del gobernador. 

## Sede central
La sede central del Banco Nacional de Eslovaquia se inauguró el 23 de mayo de 2002 en Bratislava. Con una altura de 113 metros y 33 plantas es uno de los edificios más altos de la ciudad.